# Конституция Орегона
Конституция штата Орегон (англ. Constitution of Oregon) — основной закон штата Орегон, принятый в 1857 году. Действующая Конституция штата (учитывая все внесённые поправки) имеет вступление — Билль о правах — и содержит восемнадцать разделов. Текст включает большинство прав и привилегий, закреплённых в Билле о правах США, а также основные положения Конституции Соединённых Штатов. В оставшейся части Конституции штата Орегон излагаются понятия о разделении властей в правительстве штата, устанавливается периодичность выборов должностных лиц штата, определяются границы Орегона и его административный центр — город Сейлем.

## История
Даты принятия наиболее ранних основополагающих документов Орегона предшествовали его вхождению в Союз на правах штата; первыми нормативными актами являются два Органических закона Территории Орегон, от 1843 и 1845 годов. В 1857 году шестьдесят представителей территории объявили об открытии Конституционного конвента Орегона, в рамках которого был составлен проект нынешней Конституции, при этом более половины текста документа было частично заимствовано из Конституции штата Индиана. Кроме того, первоначальные положения Конституции лишали права голоса афроамериканцев, проживающих в штате.
9 ноября 1857 года было проведено голосование среди избирателей Орегона по принятию Конституцию, которая вступила в силу после обретения территорией статуса штата 14 февраля 1859 года. Конституция оставалась неизменной в течение второй половины XIX века, но начиная с 1902 года в неё неоднородно вносились поправки. Изменения включали введение системы гражданских инициатив и референдумов, которая позволила избирателям Орегона предлагать и утверждать поправки как к Конституции, так и к своду пересмотренных законов (законодательству штата).
В 1905 году коалиция юристов штата Орегон выступила за созыв конституционного конвента в следующем году и составила правила отбора делегатов. Однако некоторые члены коалиции усомнились в необходимости внесения изменений. Губернатор Джордж Эрл Чемберлен заявил о нейтралитете, отказавшись занимать определённую позицию.
В 1916 году жители штата Орегон проголосовали за сохранение раздела 6 статьи II Конституции, который лишал афроамериканцев, азиатов и мулатов права голоса, даже несмотря на отмену соответствующего положения в Конституции США в соответствии с Четырнадцатой поправкой. В Конституции Орегона ограничение было снято лишь в 1927 году.

## Отличия от Конституции США
Положения Конституции Орегона предполагают более простой процесс внесения поправок в основной закон, нежели Конституция США. Внесение поправок в Конституцию США требует двух третей голосов в Конгрессе и ратификации тремя четвертями штатов. В Орегоне, после того как была внесена гражданская инициатива о внесении изменений в Конституцию или когда проект поправок был передан простым большинством голосов в законодательном собрании штата на одобрение населением, простого большинства голосов избирателей штата достаточно, чтобы ратифицировать проект поправок. Для подачи петиции (инициативы) о внесении поправок требуется количество действительных подписей зарегистрированных избирателей, равное восьми процентам от общего числа голосов, поданных на последних выборах губернатора, — на два процента выше, чем для поправок в свод законов штата.
Право на свободу слова в Конституции штата Орегон выражено шире, чем на федеральном уровне:

Не должен быть принят закон, ограничивающий свободу выражения мнений или ограничивающий право свободно говорить, писать или печатать по любому вопросу; однако каждый человек несёт ответственность за злоупотребление этим правом.
Оригинальный текст (англ.)No law shall be passed restraining the free expression of opinion, or restricting the right to speak, write, or print freely on any subject whatever; but every person shall be responsible for the abuse of this right.